# Oxira pygmaea
Oxira pygmaea là một loài bướm đêm trong họ Noctuidae.